# Об'єкт 139
Об'єкт 139 — радянський дослідний середній танк. Розроблено в Нижньому Тагілі в конструкторському бюро Заводу №183. Серійно не випускався.

## Історія створення
Середній танк «Об'єкт 139» розроблявся як глибока модернізована версія танка Т-54. У разі прийняття на озброєння танк повинен був отримати найменування Т—54М. Роботи велися в Нижнетагільскому конструкторському бюро Заводу №183 на підставі постанови Ради міністрів СРСР №347—205 від 24 лютого 1955 року. Головним конструктором проекту був призначений Л.Н. Карцев. У лютому 1956 року були зібрані три дослідні зразки машини і були відправлені на заводські випробування. У грудні 1956 випробування були закінчені і машини були передані замовнику на полігонно-військові випробування. Під час випробувань були виявлені серйозні зауваження. За результатами випробувань, два дослідні зразки були доопрацьовані і лютому 1959 року відправлені на повторні випробування. Випробування були не пройдені внаслідок роздуття ствола гармати. В результаті танк «Об'єкт 139» на озброєння прийнятий не був. Основною причиною відмови від постановки в серійне виробництво була складність відпрацювання конструкції нової гармати і боєприпасів до неї. В результаті, «Об'єкт 139» серійно не вироблявся, як і інші танки, озброєні гарматою Д—54ТС (Об'єкт 140, Об'єкт 430, Об'єкт 165). Деякий час по тому, конструкційні рішення ходової частини, а також прилади спостереження були використані при створенні танка Т-55. У зв'язку з тим, що «Об'єкт 139» не був прийнятий на озброєння, позначення Т—54М було присвоєно в 1970-і модернізованим Т-54.

## Опис конструкції

### Озброєння
Основним кроком вперед «Об'єкту 139» в порівнянні з Т-54 мало стати нове озброєння. Основною гарматою машини була 100-мм гармата Д-54ТС (Індекс ГРАУ — 2А24). Гармата забезпечувала дальність прямого пострілу бронебійним снарядом 1200 метрів. Початкова швидкість БС становила 1015 м/с, а осколково-фугасного снаряда 940 м/с при дульной енергії 847 тм. Боєкомплект становив 50 пострілів.
Додатково в «Об'єкті 139» було встановлено 14,5 мм зенітний кулемет КПВТ з боєкомплектом в 200 патронів. Крім того було встановлено 7,62 мм курсової кулемет СГМТ. Ще один кулемет СГМТ був спарений з гарматою. Загальний боєкомплект 7,62 мм кулеметів становив 3500 патронів.

### Прилади спостереження і зв'язку
Націлювання гармати здійснювалося за допомогою прицілу ТШ—2. Для умов поганої видимості або нічного часу був нічний приціл ТПН—1. Для управління машиною вночі у механіка-водія також був встановлений нічний прилад спостереження ТВН—1. Зв'язок екіпажу машини з командуванням здійснювалося через радіостанцію 10—РТ—26.

### Ходова частина
Ходова частина танка «Об'єкт 139» мала нові полегшені опорні котки, а також змінені провідні колеса.